# Jesse Sergent
Jesse Sergent (Feilding, Manawatu-Wanganui, 8 de juliol de 1988) és un ciclista de Nova Zelanda, ja retirat, que fou professional del 2011 al 2016.
Especialista en pista, en el seu palmarès destaca una medalla de bronze en la prova de persecució per equips dels Jocs Olímpics de Pequín, el 2008, formant equip amb Sam Bewley, Hayden Roulston i Marc Ryan. Quatre anys més tard, als Jocs de Londres, revalidà la medalla de bronze en la mateixa prova, aquesta vegada formant equip amb Sam Bewley, Aaron Gate i Marc Ryan.
En carretera destaca una victòria d'etapa a l'Eneco Tour del 2011 i la general dels Tres dies de Flandes Occidental del mateix any.

## Palmarès en ruta
- 2010
  - Vencedor d'una etapa de la Cascade Classic
  - Vencedor d'una etapa del Tour de Gila
- 2011
  - 1r als Tres dies de Flandes Occidental i vencedor d'una etapa
  - 1r al Tour de Poitou-Charentes i vencedor d'una etapa
  - Vencedor d'una etapa de l'Eneco Tour
- 2014
  - Vencedor d'una etapa a la Volta a Àustria

### Resultats al Giro d'Itàlia
- 2012. 139è de la classificació general
- 2013. 153è de la classificació general

### Resultats a la Volta a Espanya
- 2014. 131è de la classificació general

## Palmarès en pista
- 2005
  -  Campió del món júnior en Persecució per equips, amb Sam Bewley, Westley Gough i Darren Shea
- 2008
  -  Medalla de bronze als Jocs Olímpics de Pequín en persecució per equips, amb Sam Bewley, Hayden Roulston i Marc Ryan
- 2009
  - Campió d'Oceania en Persecució individual
  - Campió d'Oceania en Madison, amb Tom Scully
- 2011
  - Campió d'Oceania en Persecució individual
  - Campió d'Oceania en Persecució per equips, amb Sam Bewley, Aaron Gate i Marc Ryan
- 2012
  -  Medalla de bronze als Jocs Olímpics de Londres en persecució per equips, amb Sam Bewley, Aaron Gate i Marc Ryan

### Resultats a laCopa del Món
- 2008-2009
  - 1r a Pequín, en Persecució
- 2009-2010
  - 1r a Melbourne, en Persecució
- 2010-2011
  - 1r a Cali, en Persecució per equips
- 2011-2012
  - 1r a Cali, en Persecució per equips